# Länsväg 104
De Zweedse weg 104 (Zweeds: Länsväg 104) is een provinciale weg in de provincie Skåne län in Zweden en is circa 53,5 kilometer lang. De weg ligt in het meest zuidelijke deel van Zweden.

## Plaatsen langs de weg
- Saxtorp
- Dösjebro
- Kävlinge
- Lilla Harrie
- Örtofta
- Gårdstånga
- Flyinge
- Harlösa
- Sjöbo

## Knooppunten
- Länsväg 110 bij Saxtorp (begin)
- Länsväg 108: gezamenlijk tracé over zo'n 2 kilometer, bij Kävlinge
- E22 en Länsväg 113 bij Gårdstånga
- Riksväg 13 bij Sjöbo (einde)